# 黃保傳
黃保傳（1892年—？年），字申伯，廣東省肇慶府高明縣人，宣統二年進士。

## 生平
光緒三十三年（1907年）秋，入學北洋大學堂工科採礦冶金門甲班生，宣統二年畢業。
宣統二年五月，北洋大學堂預科學生補習期滿，照中學堂給獎，獎給拔貢生。
宣統二年十月，學部會考北洋大學堂畢業學生，黃保傳得70.28分，考列優等。
宣統二年十一月初九日己酉（1910年12月10日），賞給進士出身，改為翰林院庶吉士。